# Michele Bacci
Michele Bacci (* 17. Juni 1970 in Pisa) ist ein italienischer Kunsthistoriker. Er ist Professor für mittelalterliche Kunstgeschichte an der Universität Fribourg.

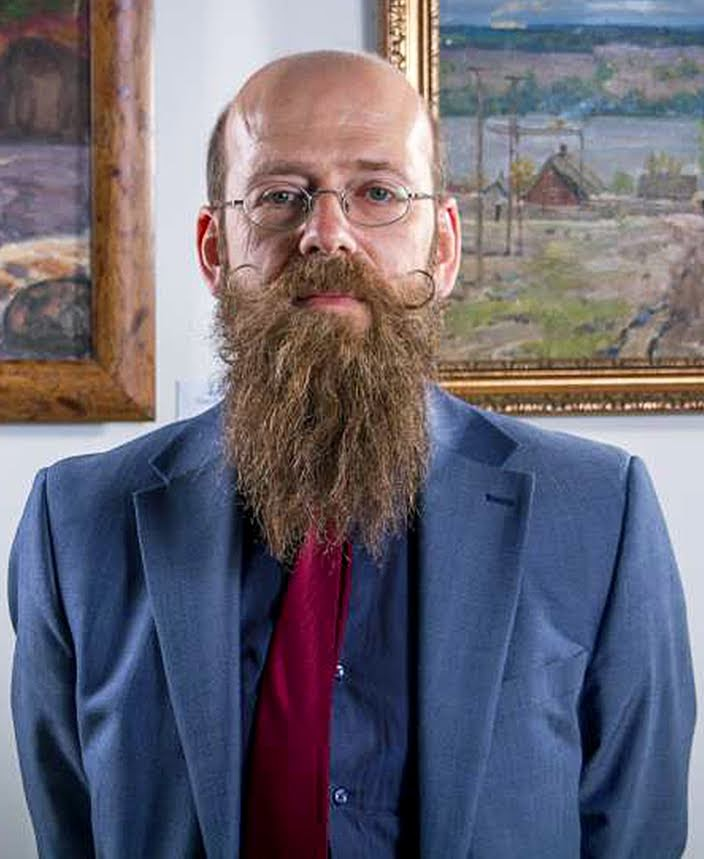
Michele Bacci

## Biographie
Michele Bacci studierte Kunstgeschichte an der Scuola Normale Superiore di Pisa und wurde dort 1999 promoviert. Zwischen 2002 und 2011 war er Associate Professor für mittelalterliche Kunstgeschichte an der Université di Siena; 2011 wurde er auf den Lehrstuhl für mittelalterliche Kunstgeschichte der Universität Freiburg (Schweiz) berufen, den er seither innehat. In Freiburg ist er Mitglied des Mediävistischen Instituts. Gastprofessuren und Lehr- sowie Forschungsaufenthalte führten ihn u. a. an die Hebrew University in Jerusalem (2009), an die University of Tokyo (2010), an die Scuola Normale Superiore di Pisa (seit 2015), an die  Masaryk-Universität in Brno (2015, 2017) und an die Universität Zürich (2019).
Seit 2010 ist Bacci Mitglied des internationalen Konsortiums für die Restaurierung der Geburtskirche in Bethlehem in Palästina.

## Forschungsschwerpunkte
In seiner Forschungstätigkeit befasst sich Bacci allgemein mit der Kunst des Mittelalters aus kulturhistorischer Perspektive, dabei auf den mittelalterlichen Westen, aber auch Byzanz und die Spätantike eingehend. Einen Schwerpunkt bilden dabei die Mittelmeerstudien, insbesondere eine Untersuchung der Dynamiken des kulturellen Austausches in der Kunst. Dieser Aspekt spielt ebenfalls eine wichtige Rolle in seiner Betrachtung der Kunst der christlichen Gemeinschaften des Nahen Ostens und Asiens. Auch Fragen religiöser Praxis finden in seinem Werk häufig Beachtung; so im Falle von Kultobjekten und religiöser Materialität sowie dem Thema ortsgebundener Verehrungspraxis und religiöser Erfahrung bzw. deren Reflex in Werken der Kunst. Ein allgemeines Interesse galt von Beginn seiner Forschungen an der Geschichte des Bildes und der Bildtheorie.

## Ausstellungen, Projekte, Tagungen (Auswahl)
- San Nicola. Splendori d’arte d’Oriente e d’Occidente, (Castello Svevo, Bari), 2007
- Forme e caratteri della santità  in Toscana nell'età  dei Comuni agiografia, iconografia, istituzioni (Ministry of Education, Universities and Research (Rome)), 2004–2006
- The Holy Portulane. The Sacred Geography of Navigation in the Middle Ages (Swiss National Science Foundation), 2013
- Von Venedig zum Heiligen Land. Ausstattung und Wahrnehmung von Pilgerorten an der Mittelmeerküste (1300–1550) (Swiss National Science Foundation), 2014–2018
- Cultural Interactions in Medieval Giorgia (Swiss National Science Foundation), 2017
- Royal Epiphanies. The King's Body as Image and Its Mise-en-scène in the Medieval Mediterranean (12th–14th c.) (Swiss National Science Foundation), 2017–2021
- Cultural Interactions in the Medieval Subcaucasian Region: Historiographical and Art-Historical Perspectives (Swiss National Science Foundation), 2020–2023

## Publikationen

### Monographien
- Il pennello dell’evangelista. Storia delle immagini sacre attribuite a san Luca, Gisem-Ets, Pisa: Gisem-ETS, 1998 (‘Piccola Biblioteca Gisem’ 14).
- «Pro remedio animae». Immagini sacre e pratiche devozionali in Italia centrale (secoli XIII e XIV), Pisa: Gisem-ETS, 2000 (‘Piccola Biblioteca Gisem’ 15).
- Investimenti per l’aldilà. Arte e raccomandazione dell’anima nel Medioevo, Bari-Roma: Laterza, 2003.
- Lo spazio dell’anima. Vita di una chiesa medievale, Bari-Roma: Laterza, 2005.
- San Nicola. Il Grande Taumaturgo, Bari-Roma: Laterza, 2009.
- The Many Faces of Christ. Portraying the Holy in the East and the West from 300 to 1300, London: Reaktion Books, 2014.
- The Mystic Cave. A History of the Nativity Church in Bethlehem, Brno-Rome: Masaryk University Press-Viella, 2017.

### Herausgeberschaften, Aufsätze
- Herausgeber der Zeitschrift Iconographica (seit 2003)
- Mitherausgeber von MAH – Mediterranean Art Histories (seit 2019)

## Mitgliedschaften und Ehrungen (Auswahl)
- 2015 wurde er zum Mitglied der Academia Europaea gewählt.[3]
- Hanno-und-Ilse-Hahn-Preis (2016)
- Ehrenmitglied der Christian Archaeological Society (ΧΑΕ) (seit 2014), der Academia Europaea (seit 2015), des International Center of Medieval Art (seit 2016)
- Editorial Board von Frankokratia (seit 2019), Convivium (seit 2014)
- Advisory Board der Zeitschriften Revue d'histoire ecclésiastique (seit 2020), Römisches Jahrbuch der Bibliotheca Hertziana (seit 2020), Codex Aquilarensis (seit 2012), Perspective (seit 2012), Carte semiotiche (seit 2011), Memorie domenicane (seit 2008)
- Advisory Board im Projekt Magistri mediterranei.Movilidad y transferencia artística en el Mediterráneo medieval (1187–1388), Universitat autònoma, Barcelona, and Government of Spain (seit 2016)